# Dehistan
Dehistan ist eine ehemalige Stadt im Westen Turkmenistans, die vom 10. Jahrhundert nach Christus bis ins 14. Jahrhundert eine wichtige Rolle in der Region spielte. Heute gehören die Ruinen der Stadt zur Provinz Balkan welaýaty.

## Geschichte
Die Stadt profitierte von ihrer Lage an einer wichtigen Handelsroute zwischen Gorgan im heutigen Iran und Choresmien. Die bekanntesten Gebäude der Stadt stammen von den Choresmiern, beispielsweise ein in den Jahren 1004/1005 errichtetes Minarett, sowie ein weiteres Minarett, das 200 Jahre später entstand. Die Stadt hatte eine Fläche von circa 200 Hektar und war umschlossen von zwei Wällen. Im 15. Jahrhundert wurde die Stadt verlassen.

## Welterbe
Seit 1998 steht Dehistan auf der Tentativliste Turkmenistans als Kandidat zur Anerkennung als Weltkulturerbe.

## Belege
- Dehistan bei der UNESCO

Koordinaten: 38° 16′ 12″ N, 54° 37′ 28″ O